# Simone Velasco
Simone Velasco (Bologna, 2 dicembre 1995) è un ciclista su strada italiano che corre per l'XDS Astana Team. Professionista dal 2016, nel 2019 ha vinto il Trofeo Laigueglia e nel 2023 la prova in linea dei campionati italiani.

## Carriera
Nel 2014 firma il suo primo contratto con la formazione under-23 Zalf-Euromobil-Désirée-Fior, nella quale resta due anni, cogliendo i suoi migliori risultati nel 2015: vince la Coppa della Pace e la Ruota d'Oro e termina nei primi dieci in molte corse del panorama under-23 italiano.
Passa professionista nel 2016 con la Bardiani CSF, prendendo parte perlopiù a gare dell'Europe Tour; partecipa per la prima volta a un appuntamento World Tour in occasione della Bretagne Classic Ouest-France di quell'anno, terminata in 59ª posizione.
Nel 2018 passa alla Neri Sottoli Selle Italia KTM, e nel 2019 ottiene il primo successo tra i professionisti, trionfando al Trofeo Laigueglia dopo un'azione personale avviata a più di 50 chilometri dal traguardo. Poche settimane dopo si aggiudica anche la tappa di Forlì alla Settimana Internazionale di Coppi e Bartali davanti a Francesco Gavazzi.

## Palmarès
- 2013 (Juniores)

Trofeo Citta di Loano
GP Dell'Arno
- 2015 (dilettanti)

Coppa della Pace-Trofeo F.lli Anelli
Ruota d'Oro
- 2019 (Neri Sottoli-Selle Italia-KTM, due vittorie)

Trofeo Laigueglia
3ª tappa Settimana Internazionale di Coppi e Bartali (Forlì > Forlì)
- 2021 (Gazprom-RusVelo, una vittoria)

3ª tappa Tour du Limousin (Bugeat > Lubersac)
- 2023 (Astana Qazaqstan Team, due vittorie)

3ª tappa Volta a la Comunitat Valenciana (Bétera > Sagunto)
Campionati italiani, prova in linea

## Piazzamenti

### Grandi Giri
- Giro d'Italia

2023: 26º
2024: 32º
- Tour de France

2022: 30º
2025: 38º

### Classiche monumento
- Milano-Sanremo

2017: 110º
2019: 31º
2020: 42º
2023: 47º
2024: 25º
2025: 22º
- Liegi-Bastogne-Liegi

2021: 97º
2022: 91º
2023: 19º
2024: 34º
2025: 4º
- Giro di Lombardia

2016: 51º
2017: 50º
2018: 35º
2019: 86º
2020: 63º
2022: 59º
2023: 104º
2024: 65º

### Competizioni mondiali
- Campionati del mondo su strada

Toscana 2013 - In linea Juniores: 24°
Glasgow 2023 - In linea Elite: 27°
- Campionati del mondo gravel

Veneto 2023 - Elite: 7º

### Competizioni europee
- Campionati europei

Olomouc 2013 - In linea Juniores: 17°